# Monogononts
Els monogononts (Monogononta) són una classe de rotífers que es troben principalment en aigües dolces però també en el sòl i entorns marins. Inclou formes sèssils i mòbils. Es coneixen unes 1.600 espècies repartides en 95 gèneres.

## Característiques
Normalment cada individu té una única gònada, fet que els atorga el nom al grup. És comú que els mascles només siguin presents durant una època de l'any i després desapareguin. Els rotífers monogononts presenten diverses estratègies de reproducció entre les quals trobem la partenogènesi cíclica o heterogònia. Els mascles generalment són més petits que les femelles.

## Taxonomia
La classe Monogononta es classifica de la següent manera:
Superordre Pseudotrocha Kutikova, 1970
- Ordre Ploima Hudson and Gosse, 1886
  - Família Asciaporrectidae De Smet, 2006
  - Família Asplanchnidae Eckstein, 1883
  - Família Birgeidae Harring and Myers, 1924
  - Família Brachionidae Ehrenberg, 1838
  - Família Clariaidae Kutikova, Markevich & Spiridonov, 1990
  - Família Cotylegaleatidae De Smet, 2007
  - Família Dicranophoridae Harring, 1913
  - Família Epiphanidae Harring, 1913
  - Família Euchlanidae Ehrenberg, 1838
  - Família Gastropodidae Harring, 1913
  - Família Ituridae Sudzuki, 1964
  - Família Lecanidae Remane, 1933
  - Família Lepadellidae Harring, 1913
  - Família Lindiidae Harring and Myers, 1924
  - Família Microcodidae Hudson and Gosse, 1886
  - Família Mytilinidae Harring, 1913
  - Família Notommatidae Hudson and Gosse, 1886
  - Família Proalidae Harring & Myers, 1924
  - Família Scaridiidae Manfredi, 1927
  - Família Synchaetidae Hudson & Gosse, 1886
  - Família Tetrasiphonidae Harring & Myers, 1924
  - Família Trichocercidae Harring, 1913
  - Família Trichotriidae Harring, 1913

Superordre Gnesiotrocha Kutikova, 1970
- Ordre Flosculariacea Harring, 1913
  - Família Conochilidae Harring, 1913
  - Família Flosculariidae Ehrenberg, 1838
  - Família Hexarthridae Bartos, 1959
  - Família Testudinellidae Harring, 1913
  - Família Trochosphaeridae Harring, 1913
- Ordre Collothecaceae Harring, 1913
  - Família Atrochidae Harring, 1913
  - Família Collothecidae Harring, 1913